# Alan y Marilyn Bergman
Alan Bergman (11 de septiembre de 1925 - 17 de julio de 2025) y su mujer Marilyn Bergman —de soltera Marilyn Keith— (Brooklyn Nueva York, 10 de noviembre de 1928 - Los Ángeles, California, 8 de enero de 2022), letristas y  compositores de canciones estadounidenses. La pareja estuvo casada desde 1958. Ellos escribieron las letras y música para importantes series de televisión, musicales de teatro y películas.

## Premios y nominaciones
Premios Óscar
| Año  | Categoría                         | Canción                                     | Película                       | Resultado |
| ---- | --------------------------------- | ------------------------------------------- | ------------------------------ | --------- |
| 1968 | Mejor canción original            | «The Windmills of Your Mind»                | El secreto de Thomas Crown     | Ganador   |
| 1968 | Mejor canción original            | «Star!»                                     | Star!                          | Nominada  |
| 1969 | Mejor canción original            | «What Are You Doing the Rest of Your Life?» | Con los ojos cerrados          | Nominados |
| 1970 | Mejor canción original            | «Pieces of Dreams»                          | Pieces of Dreams               | Nominado  |
| 1972 | Mejor canción original            | «All His Children»                          | Casta invencible               | Nominado  |
| 1973 | Óscar a la mejor canción original | «Marmalade, molasses & honey»               | El juez de la horca            | Nominado  |
| 1974 | Mejor canción original            | «The Way We Were»                           | Tal como éramos                | Ganador   |
| 1979 | Mejor canción original            | The last time I felt like this              | El próximo año a la misma hora | Nominados |
| 1980 | Mejor canción original            | I'll Never Say 'Goodbye                     | Promesa de amor                | Nominados |
| 1983 | Mejor canción original            | «How Do You Keep the Music Playing?»        | Amigos muy íntimos             | Nominados |
| 1983 | Mejor canción original            | «If We Were In Love»                        | Sí, Giorgio                    | Nominados |
| 1983 | Mejor canción original            | «It Might Be You»                           | Tootsie                        | Nominados |
| 1984 | Mejor banda sonora adaptada       | -                                           | Yentl                          | Ganadores |
| 1984 | Mejor canción original            | «Papa, can you hear me?»                    | Yentl                          | Nominados |
| 1984 | Mejor canción original            | «The way he makes me feel»                  | Yentl                          | Nominados |
| 1990 | Mejor canción original            | «The Girl Who Used to Be Me»                | Shirley Valentine              | Nominado  |
| 1996 | Mejor canción original            | «Moonight»                                  | Sabrina                        | Nominado  |

En 1997 recibieron el premio Johny Mercer del Salón de la Fama de los Compositores, que es el más importante que otorga esta institución.